# Viola speciosa
Viola speciosa är en violväxtart som beskrevs av Jozef Pantocsek.
Viola speciosa ingår i släktet violer och familjen violväxter. Inga underarter finns listade i Catalogue of Life.